# 陳邵
陳邵（？年—3世纪），字節良，東海郡襄賁縣（今山東省蘭陵縣）人。一作下邳人。郡裡舉薦陳邵為孝廉，陳邵沒有前往就任。以儒學徵任為陳留內史，累遷任燕王師。撰有《周禮評》，甚有條貫，知名於世。
泰始六年有詔書褒獎陳邵，司馬炎下詔曰：「燕王師陳邵清貞潔靜，行著邦族，篤志好古，博通六籍，耽悅典誥，老而不倦，宜在左右以篤儒教。可為給事中。」後來在任內逝世。曾任司空長史。

## 軼聞
陳邵聽聞王儉十四歲善長寫文章，於是請王儉作祝文。陳邵跟眾賓客說：「此生爲文，有可觀采。」任命王儉爲督郵主簿。陳邵遷給事後，王儉每爲定表。

## 外部連接
- 中國哲學書電子化計劃《晉書·列傳第六十一》
- 中國哲學書電子化計劃《禮記註疏·三禮注解傳述人》

## 延伸阅读
[在维基数据编辑]
 《晉書/卷091》，出自房玄齡《晉書》